# Toeristische Trein Zolder
De Toeristische Trein Zolder (afkorting TTZ) was een museumspoorweg die tussen 1981 en 1989 reed tussen Zolder en Genenbos. Na sluiting van de steenkolenmijn in Zolder ging een groot deel van de vereniging naar het Kolenspoor.

## Aanleiding
Ene heer Jans uit Kuringen verzamelde divers spoorwegmaterieel. Hij wilde dit materieel ook inzetten voor ritten. Hiervoor werd in eerste instantie contact opgenomen met de NMBS voor inzet van het materieel op de met sluiting bedreigde spoorlijn 21C. Later werd de aandacht gericht op een 8,7 kilometer lange industriespoorlijn van de steenkolenmijn in Zolder naar de kolenhaven aan het Albertkanaal te Genenbos.

## Einde
Halverwege 1988 werden gesprekken gestart met de NMBS over de overname van spoorlijn 21A tussen Waterschei en As. De spoorlijn van de Toeristische Trein Zolder zou namelijk gestaakt worden aangezien de mijn in Zolder gesloten werd. De naam van de TTZ werd in 1990 omgezet in de Limburgse Stoom Vereniging die het Kolenspoor ging exploiteren.

## Materieel
| Nummer             | Maatschappijnummer en naam          | Tractie          | Bouwjaar - fabriek                                          | Monumentenregister/Opmerkingen | Afbeelding |
| ------------------ | ----------------------------------- | ---------------- | ----------------------------------------------------------- | --- | ---------- |
| Stoomlocomotieven  |                                     |                  |                                                             | |            |
| Loc 1              |                                     | Stoom            | 1905 - St-Léonard (B) 1363                                  | Gebouwd voor de NMVB voor het nijverheidsspoor in Merksem. Later verkocht aan de zinkfabriek in Lommel. Na TTZ is de loc terecht gekomen in het Museum voor het Openbaar Vervoer van Wallonië.                                               |            |
| Loc 2              | Magda                               | Stoom            | 1925 - SA des Ateliers de Construction de la Meuse (B) 3176 | Gebouwd voor Metallurgie Hoboken-Overpelt. Laatste commerciële eigenaar Radium-fabriek Olen. Daarna onder nummer 2 en naam Magda ingezet bij de TTZ. In 1995 ging de loc naar de Museum Buurtspoorweg.                                       |            |
| Loc 3              | Simone                              | Stoom            | 1926 - La Hestre 46                                         | Afkomstig van Tessenderlo Chemie. Overgebracht naar Kolenspoor, maar daar niet in dienst gekomen. |            |
| Loc 4              | Nestor                              | Stoom            | 1911 - F.U.F. H-S-P 1071                                    | Afkomstig van Tessenderlo Chemie. Later verkocht aan vakantiepark Ranch Don Diego te Champ de Harre en aldaar verbouwd tot niet-rijvaardige Western-loc. Tussen een brand in 2018 en een andere brand in 2021 werd de locomotief verplaatst. |            |
| Loc 5              |                                     | Stoom            | Société Anonyme la Métallurgique                            | Afkomstig van Focquet. Drie assen. |            |
| Loc 6              | Bebert                              | Stoom            | 1926 - La Meuse 3223                                        | Locomotief ging later naar het Kolenspoor en kwam daarna bij het Stoomcentrum Maldegem terecht. |            |
| Diesellocomotieven |                                     |                  |                                                             | |            |
| Loc D2             |                                     | Diesel           | 1952 - Montmirail                                           | K.S. |            |
| 511                |                                     | Diesel           | 1946 - Alfa                                                 | ex NMBS |            |
| Motorwagens        |                                     |                  |                                                             | |            |
| 554.14             | NMBS 4614                           | Dieselmotorwagen | Ragheno                                                     | Dieselmotorwagen. Later een monument bij het Station Denée-Maredsous, daarna SDP |            |
| Rijtuigen          |                                     |                  |                                                             | |            |
| L 43 315           | Type L                              | Rijtuig          |                                                             | Gekocht van NMBS. Ging later waarschijnlijk naar het Kolenspoor. |            |
| R 63 961           | Type R                              | Rijtuig          |                                                             | Gekocht van NMBS. Later naar het Kolenspoor. |            |
| R 63 962           | Type R                              | Rijtuig          |                                                             | Gekocht van NMBS. Later naar het Kolenspoor. |            |
| R 66 004           | Type R                              | Rijtuig          |                                                             | Gekocht van NMBS. Later naar het Kolenspoor. |            |
| 37 057             | Oostenrijkse Donnerbüchse           | Rijtuig          |                                                             | Gekocht van ÖBB |            |
| 37 120             | Oostenrijkse Donnerbüchse, type N28 | Rijtuig          |                                                             | Gekocht van ÖBB. Later naar de Museum Buurtspoorweg (B32) |            |
| C32 110            | Oostenrijkse Donnerbüchse           | Rijtuig          |                                                             | Gebouwd in 1929 door de Grazer Wagonfabrik. Gekocht van ÖBB. In 1995 via MBS naar STAR (b114). In 2015 naar een camping in Wieringerwerf |            |